# 清莱府云南清真寺
清莱府云南清真寺，又名达鲁阿曼清真寺，是泰国清萊府的一座清真寺，是当地最大的一座清真寺。该清真寺是泰国北部数座由回族人（即泰语中的“秦霍人”）建造的清真寺之一。

## 设计
新建筑取代旧建筑于2009年12月27日开放。建筑风格融合了中华文化元素与伊斯蘭建築元素。主体结构的建筑样式受到波斯建筑与中国装饰的影响。两座叫拜樓的顶端为中式亭的设计，而不是一个典型的伊斯兰建筑风格的圓頂。其总成本约为2000万泰銖。

## 图集

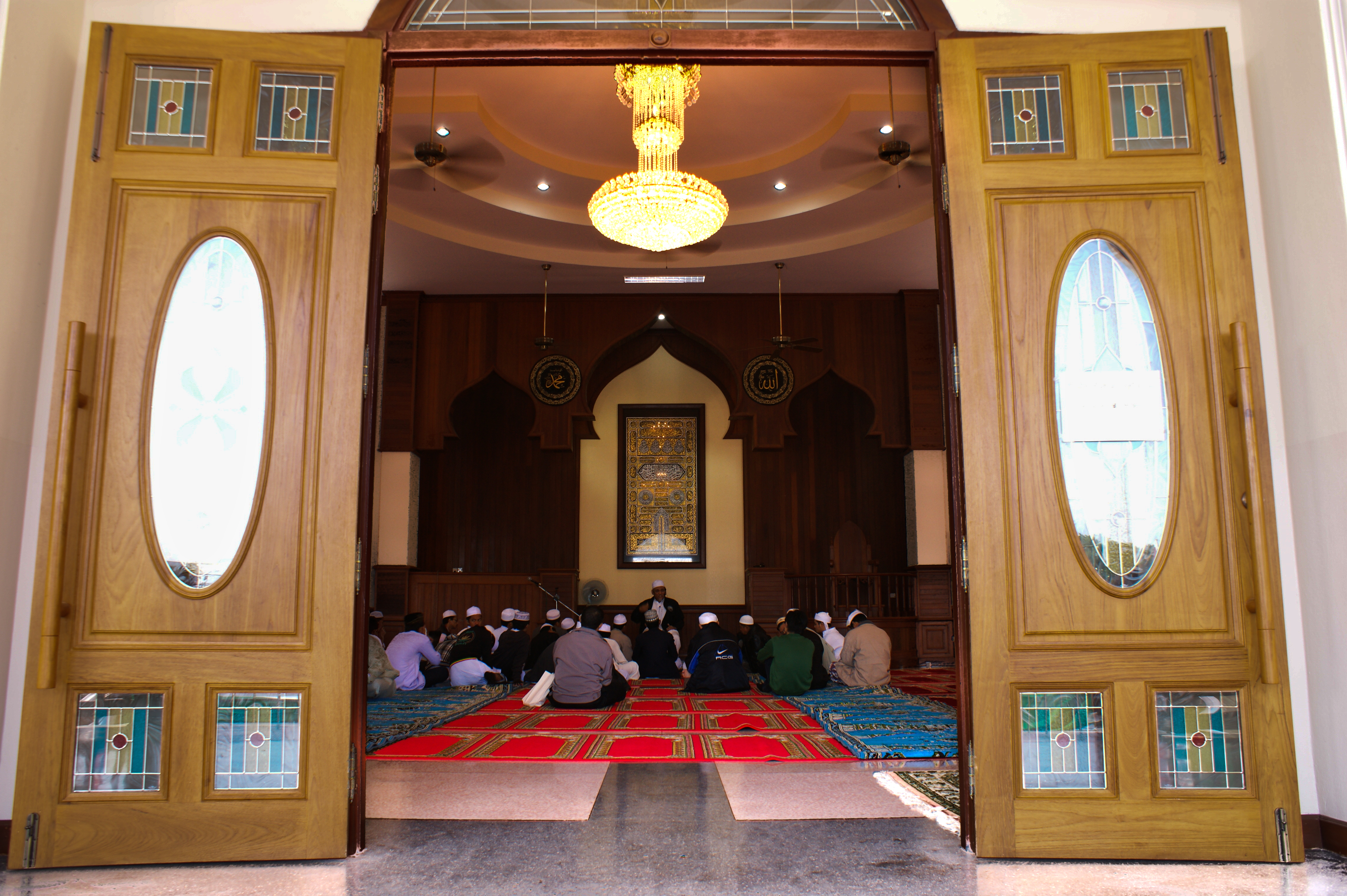
祷告厅的大门
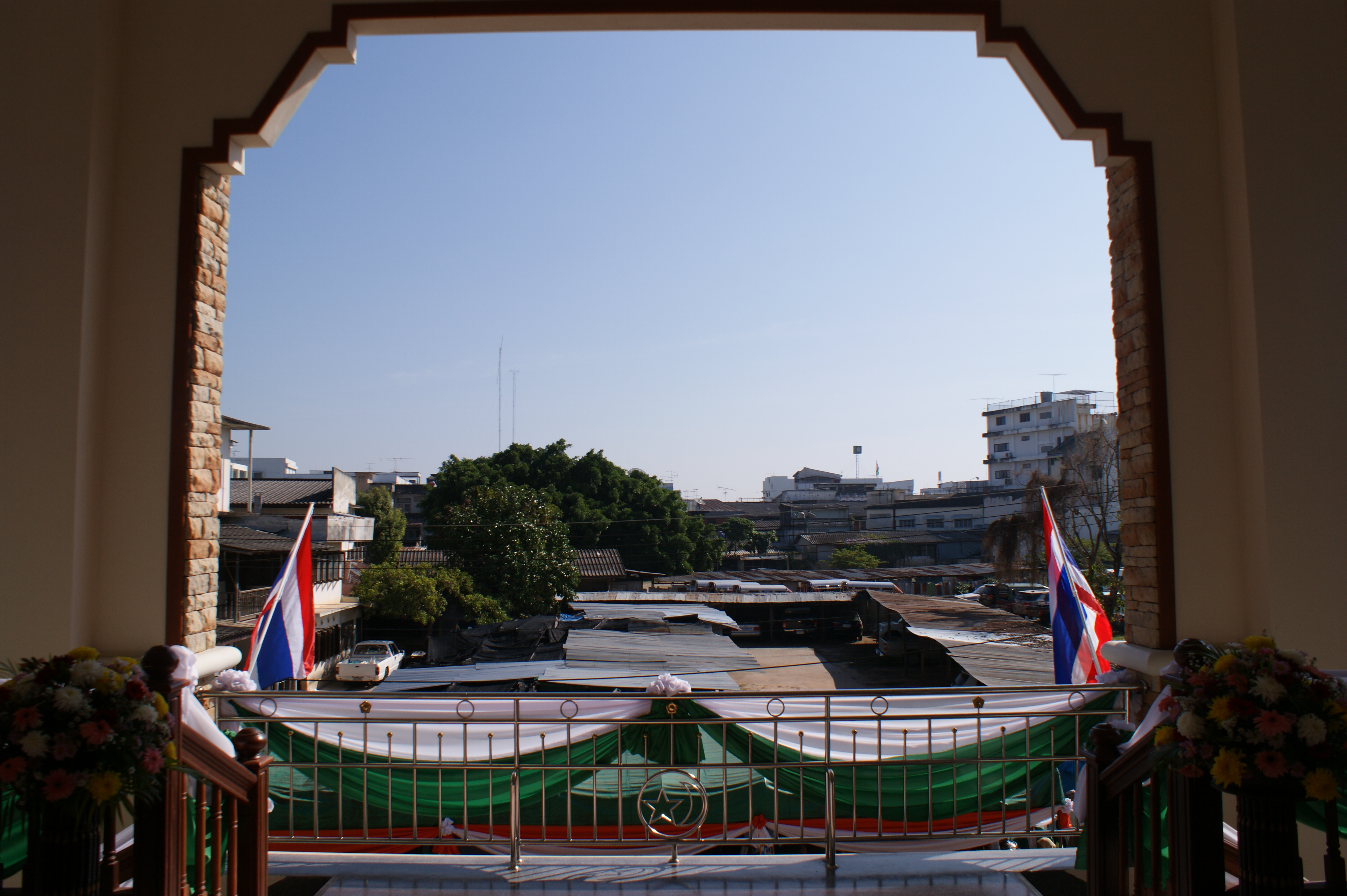
从里往外看的正门
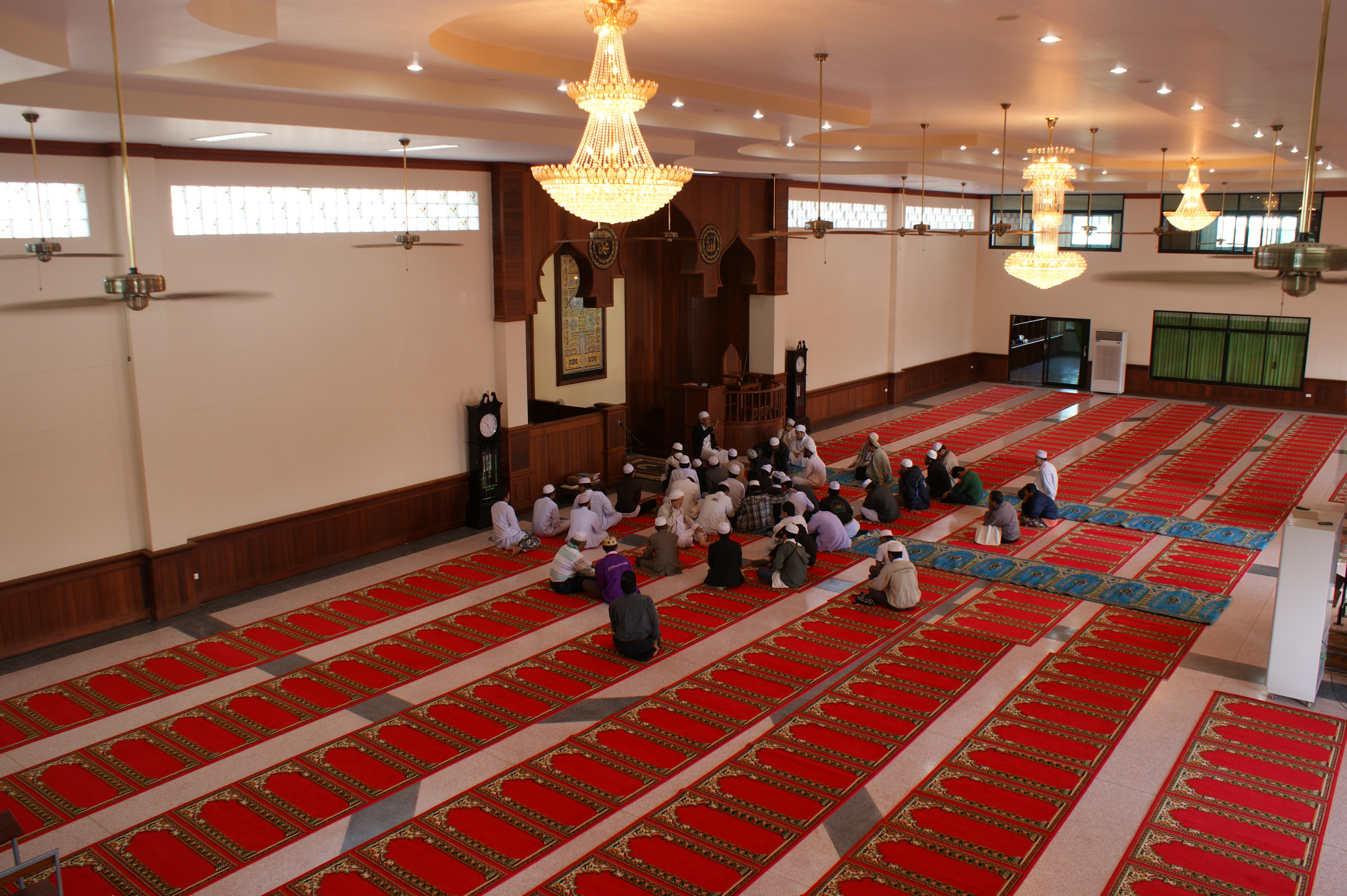
祷告厅内的三支枝形吊燈，进口自中华人民共和国
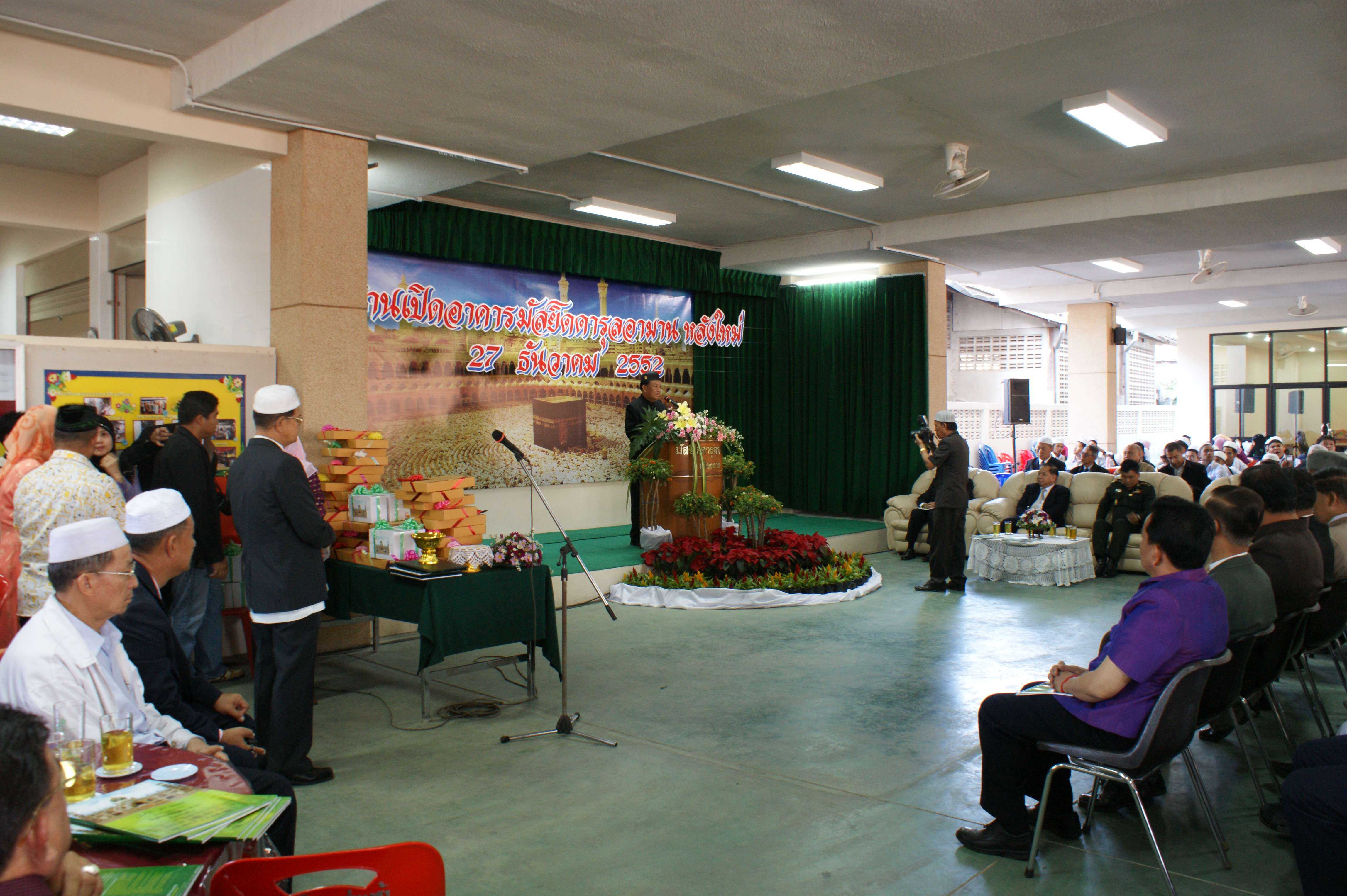
万穆哈马诺·马他（英语：Wan Muhammad Noor Matha）在新大楼的开幕式上致辞
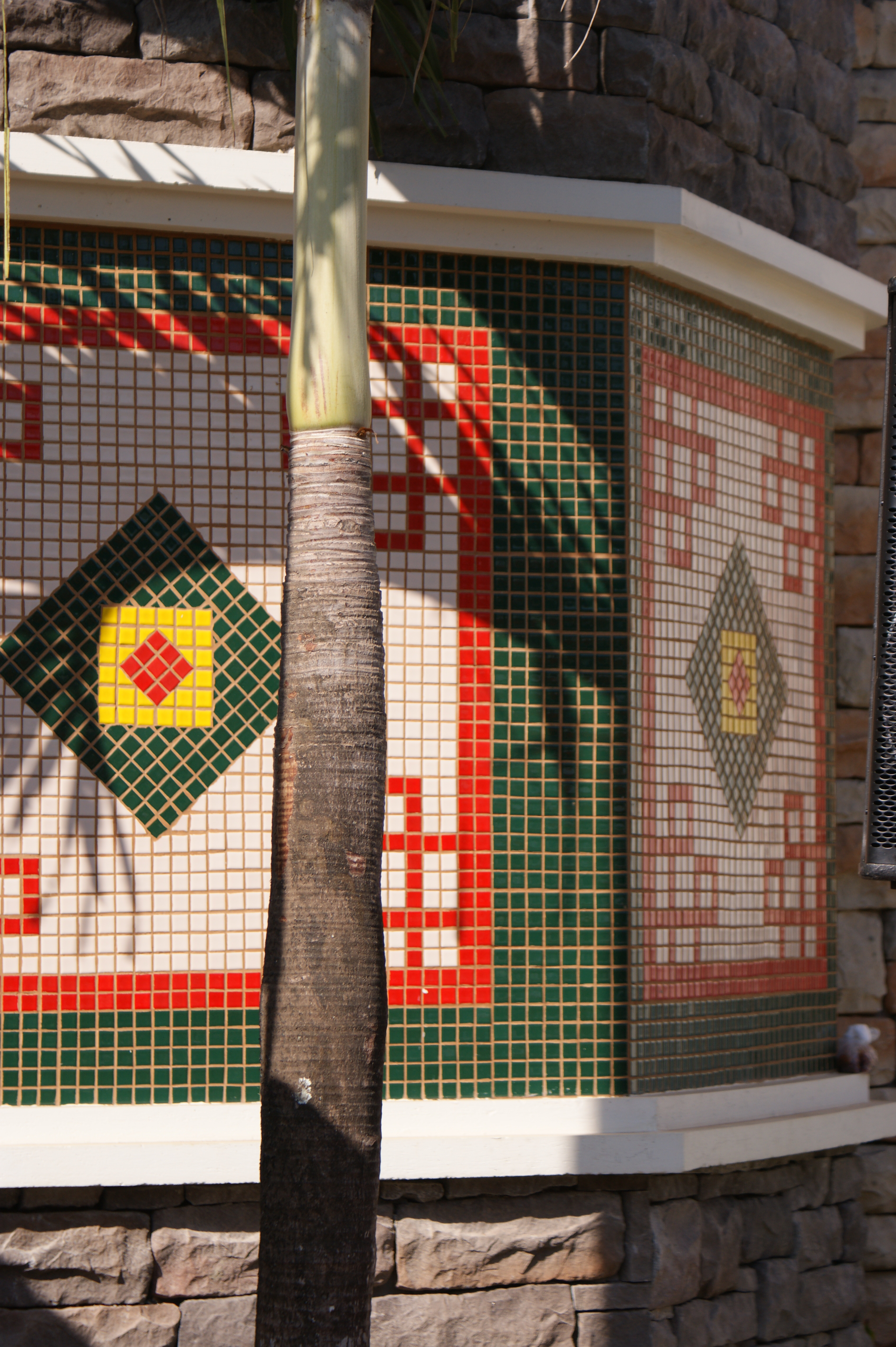
中国样式的瓷砖